# 波尔·荣松
波尔·亨宁·荣松（瑞典語：Pål Henning Jonson，1972年5月30日—），瑞典溫和聯合黨政治家，2022年起担任乌尔夫·克里斯特松内阁国防大臣。